# Дзукови
Дзукови (Juncaceae) е семейство покритосеменни растения от разред Poales. Включва 8 рода с около 400 вида, главно многогодишни тревисти растения и храсти. Дзукови са фуражни растения с ниски качества.

## Родове
- Andesia
- Distichia
- Juncus – Дзука
- Luzula – Светлика
- Marsippospermum
- Oxychloë
- Rostkovia